# 贝通
- 關於法国萨尔特省市镇Béthon，請見「贝通 (萨尔特省)」。
- 關於法国马恩省市镇Bethon，請見「伯通」。
- 關於中华人民共和国广西壮族自治区钦州市浦北县下辖的一个乡镇级行政单位，請見「北通镇」。

贝通（法語：Betton，法語發音：[bɛtɔ̃]），法国西北部城市，布列塔尼大区伊勒-维莱讷省的一个市镇，隶属于雷恩区，其市镇面积为26.73平方公里，2022年1月1日时人口数量为12,775人，在法国城市中排名第795位。
贝通位于伊勒-维莱讷省中部，省会雷恩市区正北方向，是雷恩的一个近郊卫星城，也是雷恩都会区的组成部分，伊勒-朗斯运河以及雷恩－圣马洛铁路经过此地。

## 地名来源
“Betton”一名最初于1138年以“Betonis”的形式被记载。根据法国地名学家阿尔贝·多扎的论述，该名称可能来自日耳曼人名“Betto”，其生平尚有待考证。
贝通所在的布列塔尼地区历史上曾通行布列塔尼语。根据布列塔尼语公共组织的论述，贝通的布列塔尼语名称为“Lanvezhon”。

## 历史
根据当地官方网站的论述，贝通所在地区在铁器时期就已出现人类活动。罗马人入侵后，一条由雷恩向北延伸的道路由此通过。公元470年，贝通境内建成了一处修道院。中世纪时，贝通长期为雷恩附近的一处普通农业村落，其间当地出现了一座圣马丁教堂，后者在1590年的宗教战争期间被烧毁。法国大革命后，贝通成为伊勒-维莱讷省的一个市镇。工业革命期间，途径贝通的伊勒-朗斯运河以及雷恩－圣马洛铁路相继建成运行。20世纪70年代，随着雷恩的城市扩张，贝通被规划为雷恩的一个卫星城，当地出现了多处新兴居民区，其人口数量快速增加。

## 地理

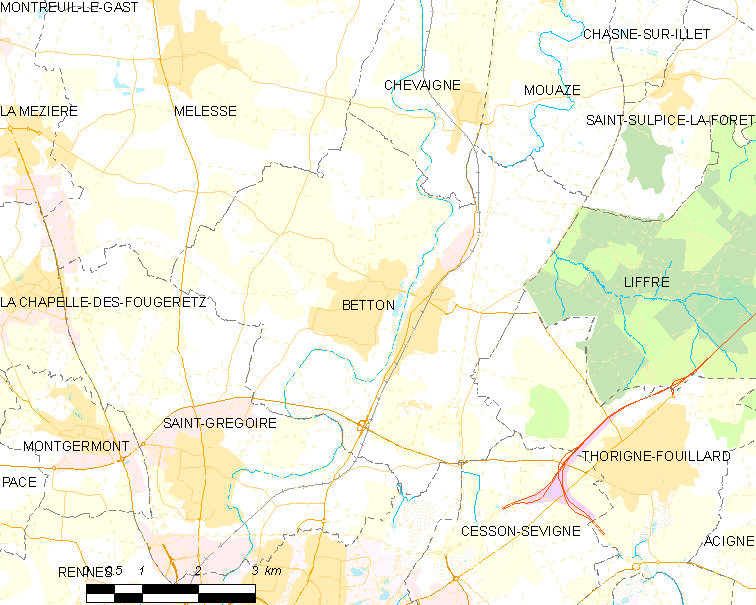
贝通市镇范围地图

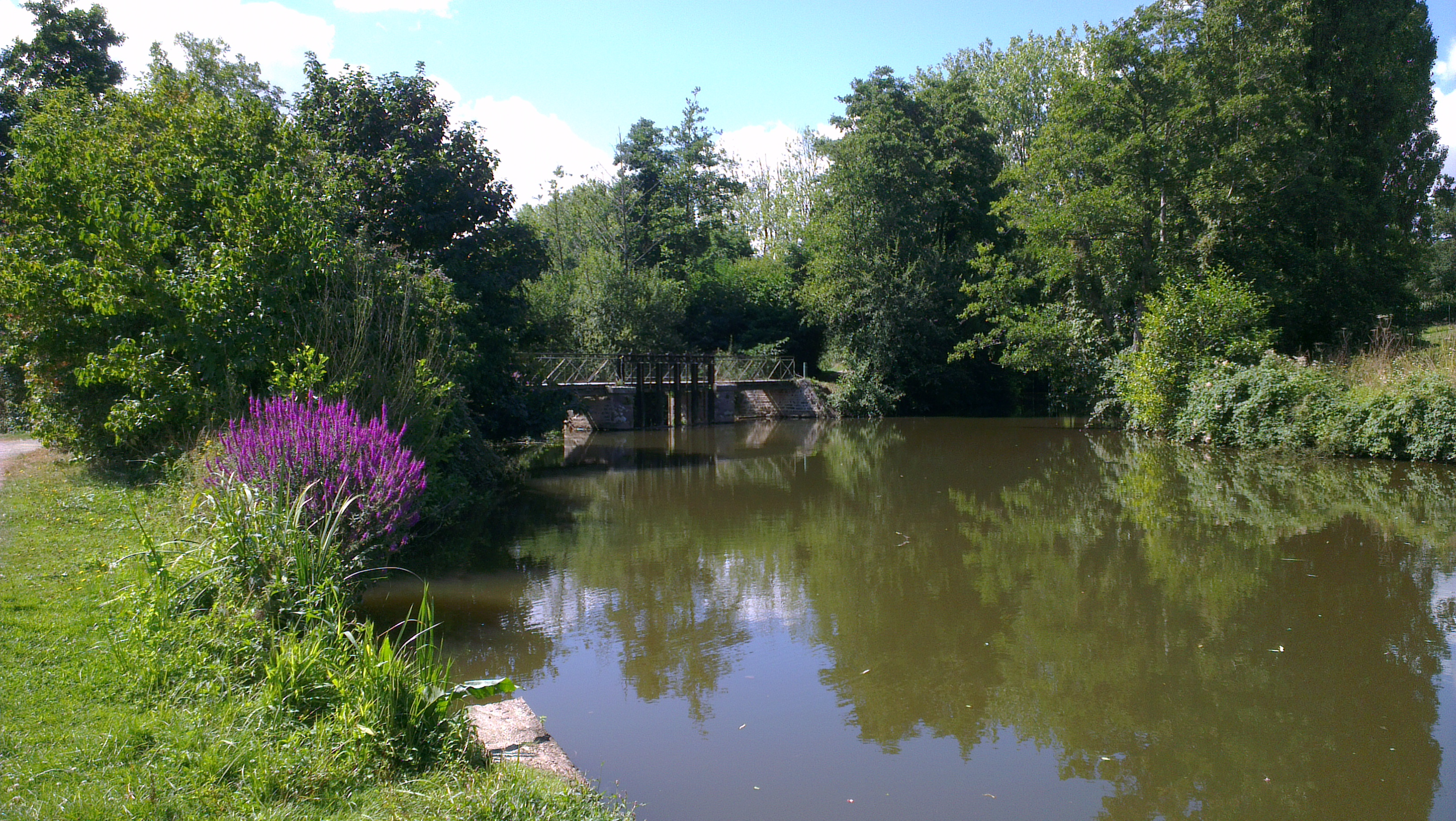
经过贝通的伊勒河

贝通位于法国西北部，布列塔尼大区东部和伊勒-维莱讷省中部，距离省会雷恩大约5公里。与贝通接壤的市镇包括：雷恩、圣叙尔皮斯拉福雷、默莱斯、舍韦涅、穆阿泽、利夫雷、托里涅-富亚尔、塞松塞维涅、圣格雷瓜尔。

### 地形
贝通位于阿摩里卡丘陵北部腹地，境内以平原为主，市镇中心地势较为平坦，部分街区略有起伏，全境海拔在27到90米之间。

### 水文
伊勒河自南向北流经贝通市区，与之平行建有伊勒-朗斯运河，并有一处以“贝通”命名的湖泊。

### 植被
贝通属于温带阔叶混交林区，林地广泛分布于河流附近。
在鲜花城市的评比中，贝通被评为3星级鲜花城市。

### 气候
贝通在柯本气候分类法中属于温带海洋性气候，全年温差较小，降水分布均匀，全年温差较小，降水分布均匀。
距离贝通最近的常年气象站位于雷恩，以下为该气象站的数据：
| 雷恩1981年－2019年  | 雷恩1981年－2019年 | 雷恩1981年－2019年 | 雷恩1981年－2019年 | 雷恩1981年－2019年 | 雷恩1981年－2019年 | 雷恩1981年－2019年 | 雷恩1981年－2019年 | 雷恩1981年－2019年 | 雷恩1981年－2019年 | 雷恩1981年－2019年 | 雷恩1981年－2019年 | 雷恩1981年－2019年 | 雷恩1981年－2019年 |
| 月份                | 1月                | 2月                | 3月                | 4月                | 5月                | 6月                | 7月                | 8月                | 9月                | 10月               | 11月               | 12月               | 全年               |
| ------------------- | ------------------ | ------------------ | ------------------ | ------------------ | ------------------ | ------------------ | ------------------ | ------------------ | ------------------ | ------------------ | ------------------ | ------------------ | ------------------ |
| 历史最高温 °C（°F） | 16.8 (62.2)        | 20.9 (69.6)        | 23.4 (74.1)        | 28.7 (83.7)        | 30.8 (87.4)        | 36.3 (97.3)        | 40.1 (104.2)       | 39.5 (103.1)       | 34.8 (94.6)        | 30 (86)            | 21.4 (70.5)        | 17.8 (64.0)        | 40.1 (104.2)       |
| 平均高温 °C（°F）   | 8.7 (47.7)         | 9.6 (49.3)         | 12.7 (54.9)        | 15.2 (59.4)        | 18.9 (66.0)        | 22.2 (72.0)        | 24.5 (76.1)        | 24.3 (75.7)        | 21.6 (70.9)        | 17 (63)            | 12.1 (53.8)        | 9.1 (48.4)         | 16.3 (61.4)        |
| 日均气温 °C（°F）   | 5.8 (42.4)         | 6.1 (43.0)         | 8.6 (47.5)         | 10.5 (50.9)        | 14.1 (57.4)        | 17.1 (62.8)        | 19.1 (66.4)        | 19 (66)            | 16.5 (61.7)        | 13.1 (55.6)        | 8.8 (47.8)         | 6.2 (43.2)         | 12.1 (53.7)        |
| 平均低温 °C（°F）   | 3 (37)             | 2.6 (36.7)         | 4.5 (40.1)         | 5.9 (42.6)         | 9.3 (48.7)         | 11.9 (53.4)        | 13.8 (56.8)        | 13.7 (56.7)        | 11.4 (52.5)        | 9.1 (48.4)         | 5.5 (41.9)         | 3.3 (37.9)         | 7.8 (46.1)         |
| 历史最低温 °C（°F） | −16.9 (1.6)        | −19 (−2)           | −7.3 (18.9)        | −3.2 (26.2)        | −1.2 (29.8)        | 0.8 (33.4)         | 5.5 (41.9)         | 1.6 (34.9)         | 1.9 (35.4)         | −4.6 (23.7)        | −7.5 (18.5)        | −12.6 (9.3)        | −19 (−2)           |
| 平均降水量 mm（）   | 67.6 (2.66)        | 49.1 (1.93)        | 51.6 (2.03)        | 50.9 (2.00)        | 67.2 (2.65)        | 46.7 (1.84)        | 49.1 (1.93)        | 37.8 (1.49)        | 59 (2.3)           | 74.8 (2.94)        | 67.5 (2.66)        | 72.7 (2.86)        | 694 (27.29)        |
| 月均日照時數        | 69.1               | 87.2               | 128.4              | 162.7              | 191.2              | 217.3              | 210.7              | 205.5              | 177.8              | 117.5              | 81.3               | 68.6               | 1,717.3            |
| 来源：infoclimat.fr |                    |                    |                    |                    |                    |                    |                    |                    |                    |                    |                    |                    |                    |

## 行政区划
贝通的市镇编号为35024，邮政编号为35830。
在行政管理方面，贝通隶属于法国布列塔尼大区伊勒-维莱讷省雷恩区；在地方选举方面，贝通是贝通县的中央投票站所在地，其市镇范围全境被划入伊勒-维莱讷省第二选区；在社会管理方面，贝通是雷恩都会区的组成部分。
法国国家统计与经济研究所（简称）在进行数据统计时，将贝通及相邻的另外15个市镇设为雷恩城市核心区，并将包括核心区在内的周边共182个市镇划为雷恩城市区。自2020年起，雷恩城市区被包含183个市镇的雷恩城市辐射区代替。此外，还将贝通市镇分为了4个“块区”（IRIS），以便于统计人口分布情况。

## 交通

### 公路
伊勒-维莱讷省省道D27线、D91线和D175线在贝通境内交汇。布列塔尼大区下属的城际客运提供巴士线路，可前往周边部分市镇。
| 25 | 6.7 |

| 雷恩 | 10 |

| 维特雷 | 40 |

| 罗马济 | 28 |

2018年，88.1%的贝通家庭拥有至少一辆私人汽车。2019年，贝通境内共发生各类交通事故2起，造成2人受伤。

### 铁路

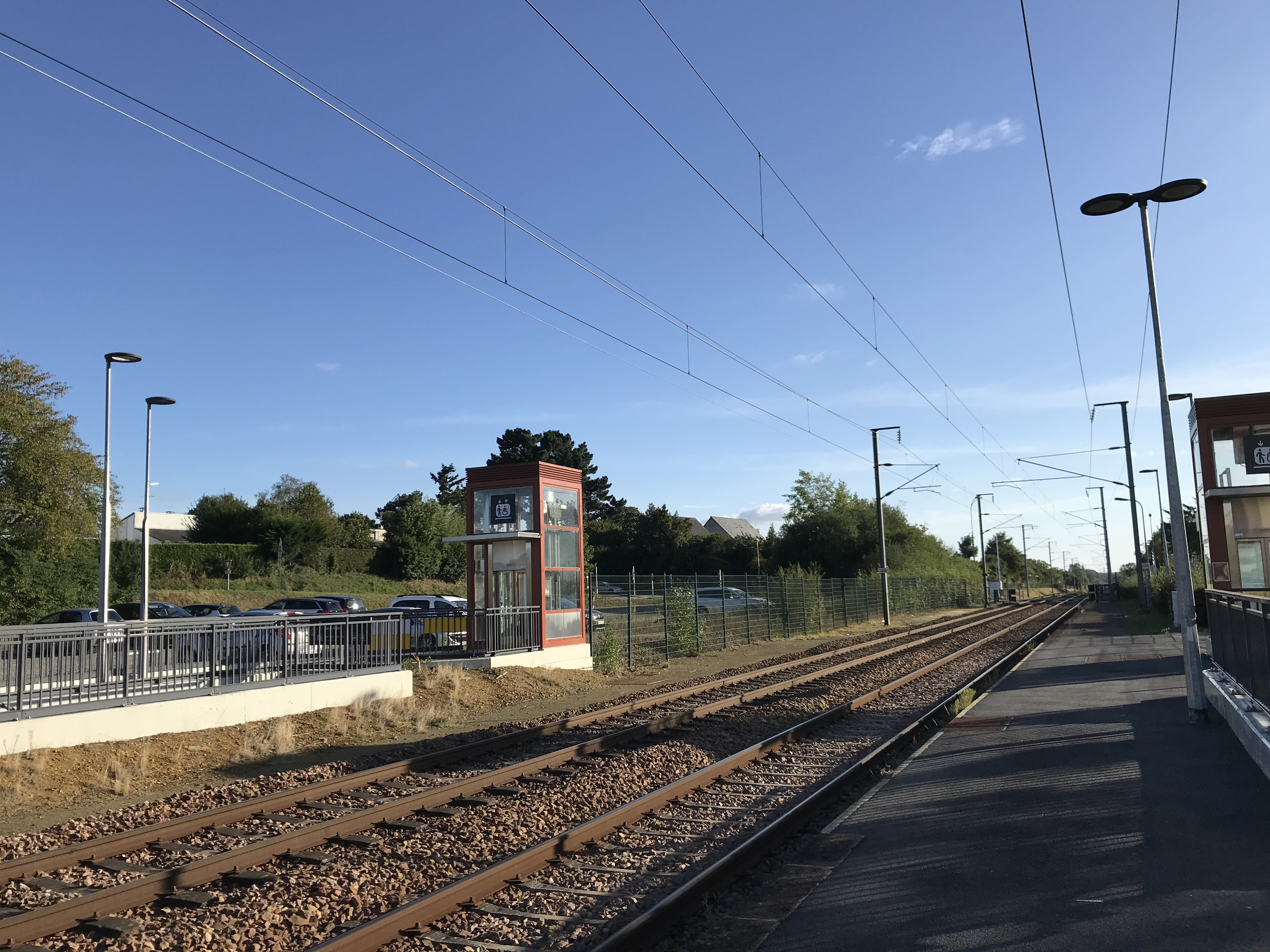
贝通火车站内的股道

贝通位于雷恩－圣马洛铁路上。贝通火车站位于市区东部，停靠往返于雷恩和圣马洛一线的区域列车。

### 航空
距离贝通最近的民用航空站为雷恩机场，距离贝通市中心的公路里程约18公里。

### 城市公共交通
贝通是雷恩城市公共交通（商业名称为）的服务范围，后者是雷恩都会区的城市公共交通系统。截至2022年8月，该系统共包括一条地铁和数十条公交线路，其中雷恩公交51路、71路、78路、94路和快151线经过贝通境内并设有站点。

## 政治

### 市政内阁

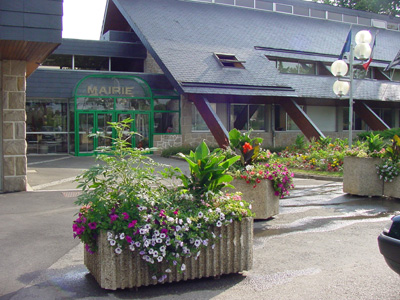
贝通市政厅

贝通的现任市长为洛朗丝·贝塞尔夫女士（Laurence BESSERVE），她是一名中间派，在2020年的市政选举中获得了66%的支持率。
| 贝通历届市长       | 贝通历届市长                                  | 贝通历届市长            |
| 任期               | 市长                                          | 党派                    |
| ------------------ | --------------------------------------------- | ----------------------- |
| 1970年以前数据暂缺 |                                               |                         |
| 1970年－1971年     | Henri PITOIS 亨利·皮图瓦                      | 不详                    |
| 1971年－1983年     | Jean-François TOURTELIER 让-弗朗索瓦·图特利耶 | 無黨籍 →PRG左派激進黨   |
| 1983年－1995年     | Jean-Claude HESLOT 让-克洛德·埃斯洛           | DVD右翼无党派人士       |
| 1995年－2020年     | Michel GAUTIER 米歇尔·戈捷                    | PS社会党                |
| 2020年－           | Laurence BESSERVE 洛朗丝·贝塞尔夫             | PS社会党 →DVC混杂中间派 |

### 各级选举
| 贝通历届投票选举结果 | 贝通历届投票选举结果  | 贝通历届投票选举结果 | 贝通历届投票选举结果 | 贝通历届投票选举结果      | 贝通历届投票选举结果 | 贝通历届投票选举结果 | 贝通历届投票选举结果      | 贝通历届投票选举结果 | 贝通历届投票选举结果 |
| 选举项目             | 选举范围              | 选区单位             | 选区单位内的选举结果 | 选区单位内的选举结果      | 选区单位内的选举结果 | 选区单位内的选举结果 | 选区单位内的选举结果      | 选区单位内的选举结果 | 参考资料             |
| 选举项目             | 选举范围              | 选区单位             | 第一轮胜出者         | 第一轮胜出者              | 支持率               | 第二轮胜出者         | 第二轮胜出者              | 支持率               | 参考资料             |
| -------------------- | --------------------- | -------------------- | -------------------- | ------------------------- | -------------------- | -------------------- | ------------------------- | -------------------- | -------------------- |
| 2017年法國總統選舉   | 法國                  | 市镇                 |                      | 埃马纽埃尔·马克龙         | 37.41%               |                      | 埃马纽埃尔·马克龙         | 87.73%               | [ 19 ]               |
| 2017年法国立法选举   | 伊勒-维莱讷省第二选区 | 市镇                 |                      | 洛朗丝·马亚尔-梅艾涅里    | 48.81%               |                      | 洛朗丝·马亚尔-梅艾涅里    | 80.27%               | [ 19 ]               |
| 2019年欧洲议会选举   | 法國                  | 市镇                 |                      | 纳塔莉·卢瓦索             | 29.33%               | （不适用）           | （不适用）                | （不适用）           | [ 21 ]               |
| 2021年法国省级选举   | 伊勒-维莱讷省         | 县                   |                      | 皮埃尔·布勒托 让娜·费雷   | 36.74%               |                      | 皮埃尔·布勒托 让娜·费雷   | 52.37%               | [ 22 ]               |
| 2021年法国省级选举   | 伊勒-维莱讷省         | 市镇                 |                      | 米歇尔·戈捷 布丽吉特·勒芒 | 39.09%               |                      | 米歇尔·戈捷 布丽吉特·勒芒 | 63.44%               | [ 22 ]               |
| 2021年法国大区选举   | 布列塔尼大區          | 市镇                 |                      | 洛伊格·谢奈-吉拉尔        | 25.71%               |                      | 洛伊格·谢奈-吉拉尔        | 36.54%               | [ 23 ]               |
| 2022年法国总统选举   | 法國                  | 市镇                 |                      | 埃马纽埃尔·马克龙         | 37.62%               |                      | 埃马纽埃尔·马克龙         | 80.92%               | [ 19 ]               |
| 2022年法国立法选举   | 伊勒-维莱讷省第二选区 | 市镇                 |                      | 特里斯唐·拉艾             | 41.65%               |                      | 洛朗丝·马亚尔-梅艾涅里    | 50.22%               | [ 19 ]               |

## 人口
2019年，贝通市镇人口数量为12,265，在法国排名第795位。其中男性5,844人，女性6,421人，75岁及以上人口占6.9%，外籍人口数量为317人，人口密度为459人/平方公里，当地居民被称为（男性）或（女性）。2020年，贝通境内出生70人，死亡人口57人。
| 贝通1901年－2019年人口变化情况 |
|                                |
| 数据来源：Cassini、INSEE       |

## 经济
贝通是雷恩附近的一个近郊卫星城。截止2022年8月，贝通市镇范围内共有各类用人单位（包含自雇）1,514家，平均历史为13年，其中97.91%为中小型企业（PME），2022年6月至8月间，当地的经济活力指数为0.99%。（工程设计）、（农具销售）及（房地产）是当地2021年营业额最高的三个企业，分别为37,637,518欧元、14,357,622欧元和6,503,856欧元。

## 财政与居民收入
2020年，贝通的财政收入总额为11,751,300欧元，财政支出总额为11,090,900欧元，当年的债务总额为7,980,470欧元。2021年，贝通市镇共获得1,210,233欧元的国家财政补助，比上一年增加了0.28%。
2019年，贝通的人均月收入总额为2,661欧元，其中高级职员为3,982欧元，低于法国平均水平（4,230欧元）；中级职员为2,401欧元，低于法国平均水平（2,411欧元）；普通职员为1,821欧元，高于法国平均水平（1,740欧元）。
2018年，贝通境内的青壮年（15至64岁）失业率为7.9%，当地61.6%的家庭拥有纳税资格，平均纳税3,795欧元，低于法国平均水平（3,910欧元）。

## 社会事务

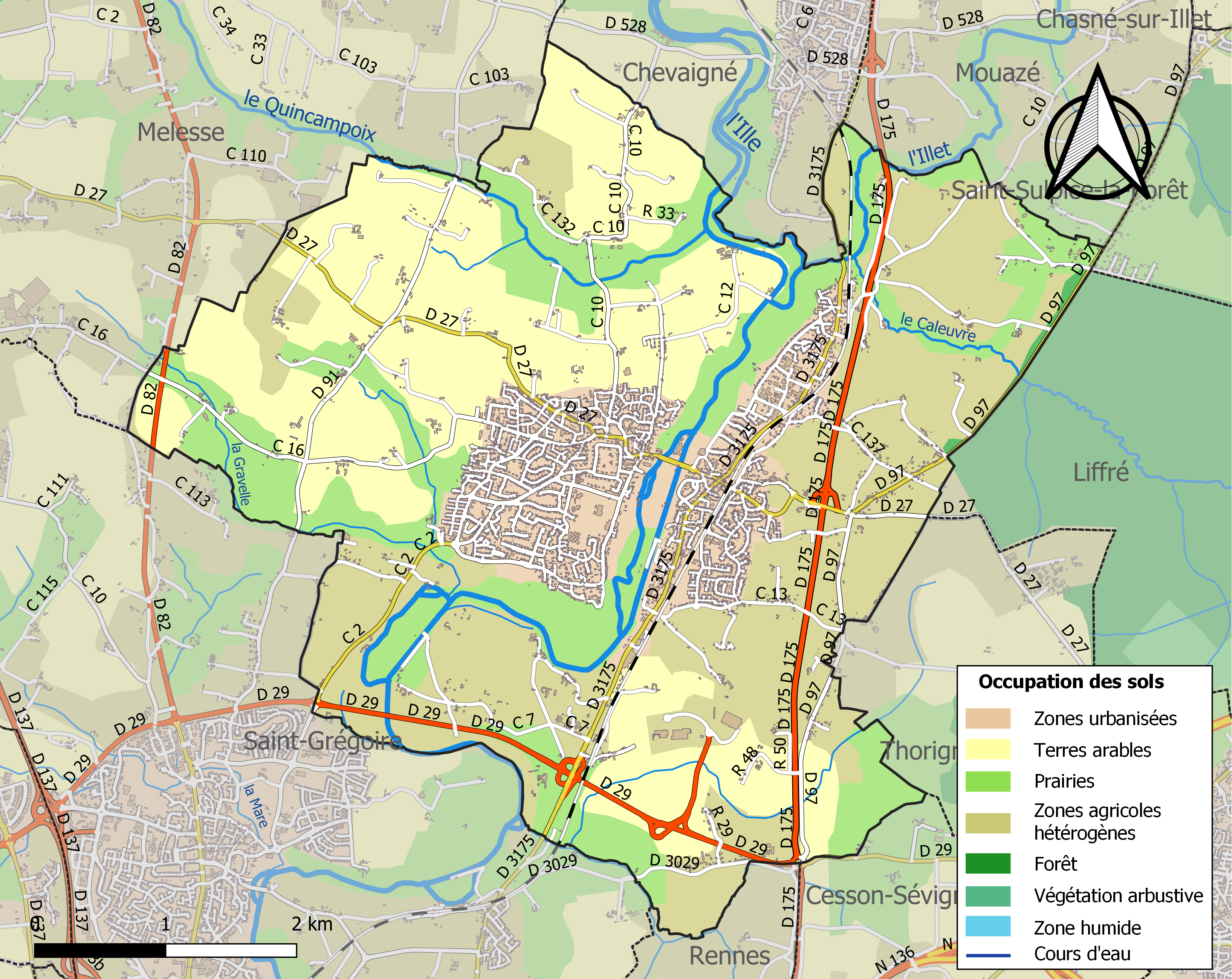
贝通土地利用情况地图

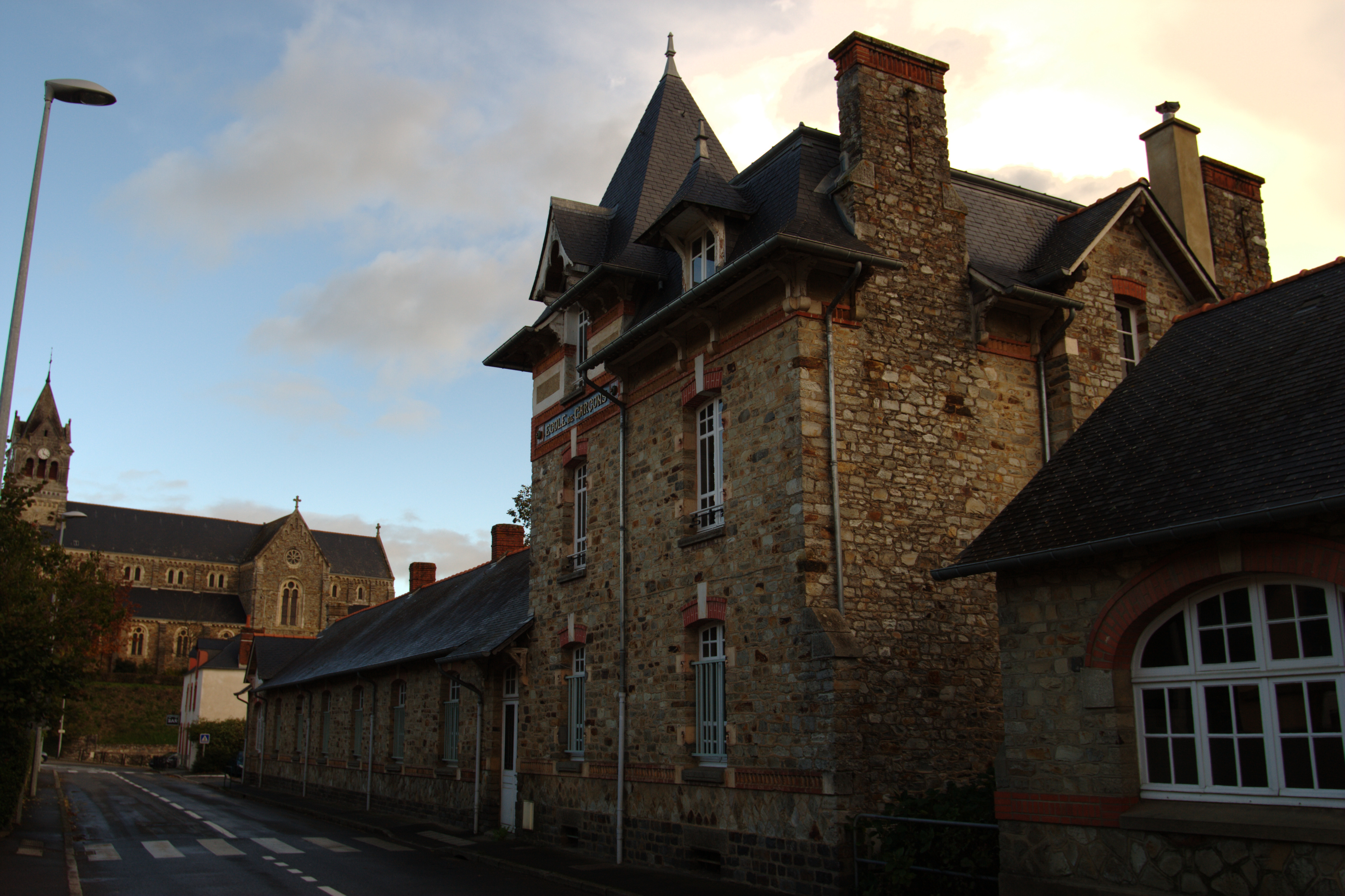
贝通的一所学校

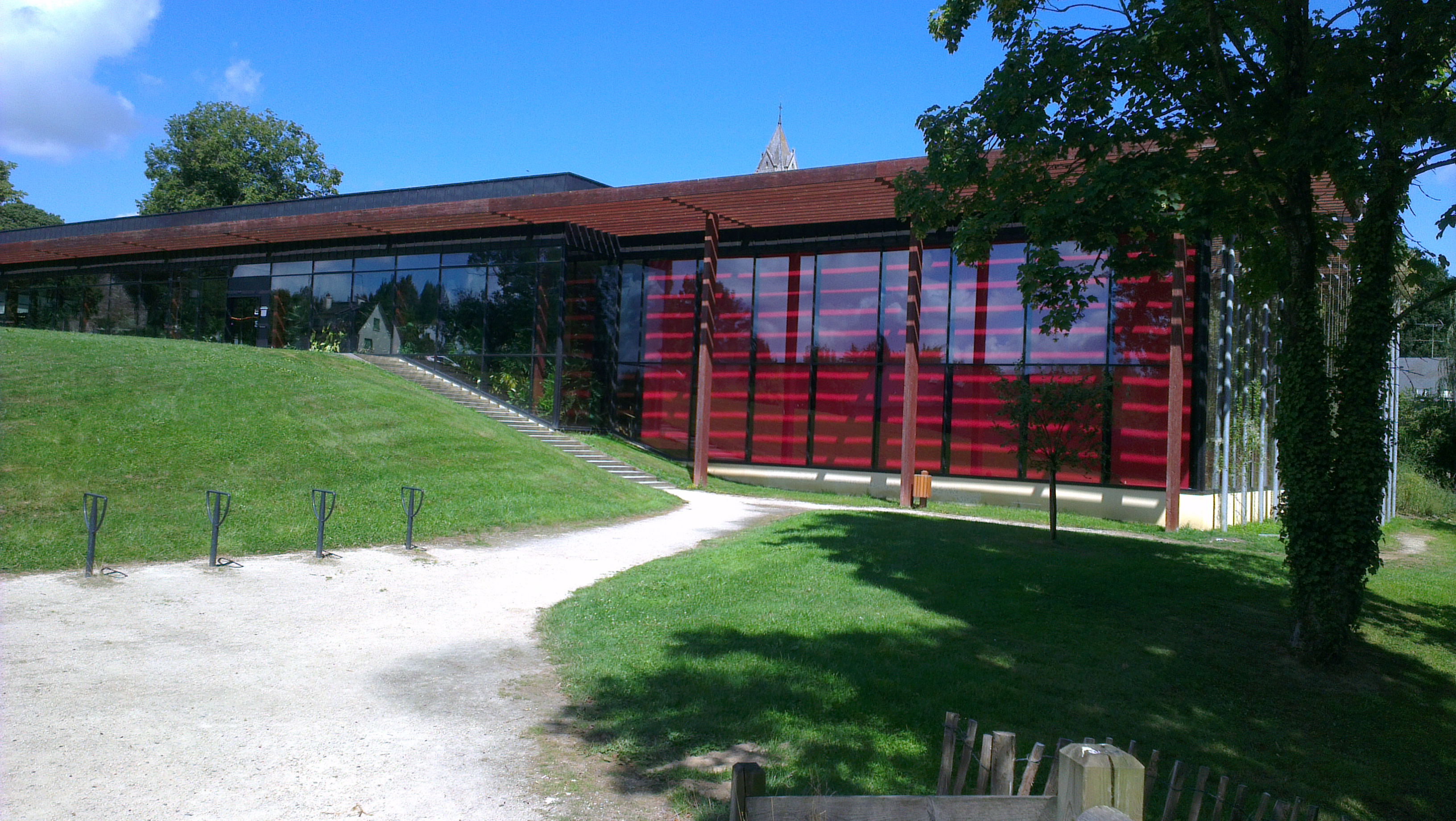
贝通多媒体中心

### 教育
贝通属于雷恩学区。截止2020年1月1日，贝通境内共有2所幼儿园、5所小学和1所初级中学。2018至2019学年度，贝通境内共有在校中等教育阶段学生532名。

### 医疗
截止2020年1月1日，贝通境内共有全科医生11名、保健师21名、牙医8名、护士13名、耳科医生1名、眼科医生1名、皮肤科医生2名、助产士5名和儿科医生1名。境内共有药房3家、养老院2家、残疾人帮扶中心7家。
距离贝通最近的区域性医疗机构为雷恩大学中心医院，其主病区蓬沙约医院（Hôpital Pontchaillou）位于雷恩市区，距离贝通市区的正常车程大约15分钟，该院设有床位1,201个，是当地规模最大的公立综合性医院。

### 住房
2018年，贝通境内共有各类住房5,328套，其中63.1%为独立式居民区，36.8%为集中式居民区。常住房屋占贝通市镇范围内居民建筑总量的94.9%。
在住房保障政策方面，2020年，贝通境内共有838户家庭获得了住房经济补助，受益人数占总人口数量的7.0%，其中792份为房租补助。

### 商业
2019年，贝通境内共有各类实体商铺150家，其中餐厅19家、大型超市3家、面包房8家、肉铺1家、书店1家、装饰品店1家、银行门店5家、美容美发店8家、汽车维修店13家。镇中心建有两家家乐福便民超市。

### 体育
2020年，贝通境内共有2间体育馆、6处网球场、1处马术场、1处足球或橄榄球场以及1处篮球或排球场。
截至2022年8月，贝通体育俱乐部（Club Sportif de Betton，编号522248）是当地唯一的注册足球俱乐部，该队成立于1966年，其主队2022至2023赛季参加布列塔尼大区足球联赛乙组（法国第七级别），其主场为莱松布莱球场（Stade des Omblais）。

### 环境
贝通的环境事务由其所属的雷恩都会区联合各级政府协调负责。2019年，贝通境内暂无污染企业。

### 治安
2019年，贝通市镇范围内有1处宪兵队。
贝通及其附近的共37个市镇是雷恩国家宪兵队（zone gendarmerie de Rennes）的管辖范围。2020年，该宪兵队累计记录各类案件6,629起，其中盗窃类案件3,273起，经济类案件963起，毒品交易类案件543起。

## 文化

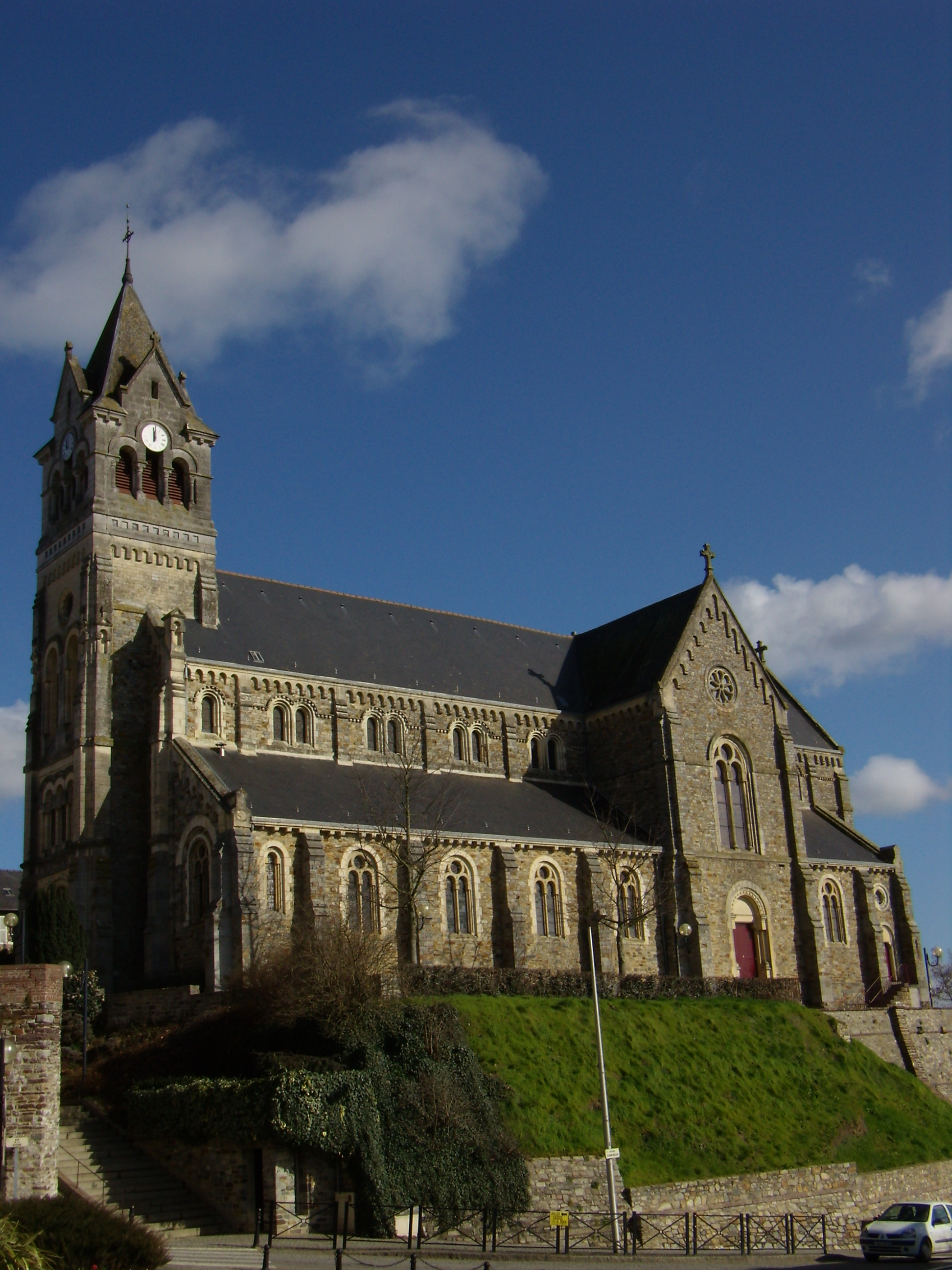
贝通圣马丁教堂

2020年，贝通境内有1家电影院。贝通市政府开设泰奥多尔·莫诺多媒体中心（Médiathèque Théodore Monod），每周二至六向公众开放。

### 建筑
贝通境内有多处历史建筑，其中贝通圣马丁教堂（Église Saint-Martin de Betton）为法国国家文物保护单位，也是当地的地标性建筑物。

### 旅游
贝通的旅游事务由其所属的雷恩都会区负责。2021年，贝通境内共有1家酒店共计10间房间。

### 媒体
法国主要的媒体均可在贝通接收，法国电视三台下属的布列塔尼大区频道在部分时段播出贝通所属区域的地方新闻。《法国西部报》、雷恩电视台、蓝色法兰西阿摩里卡广播等是当地主要的地方性媒体。

## 友好城市
截至2022年8月，贝通共与五座城市互为友好城市关系：
- 英格兰 Moretonhampstead（英语：Moretonhampstead）
- 德国 旧贝肯
- 波蘭 大波蘭地區格羅濟斯克
- 義大利 巴贝里诺-迪穆杰洛
- 西班牙 托雷洛多内斯